# 阿倍鳥
阿倍 鳥（あべ の とり）は、飛鳥時代の豪族。氏姓は阿倍内臣、名は鳥子とも記される。阿倍大麻呂または阿倍目の子とする系図がある。

## 経歴
推古天皇16年（608年）日本に渡来した隋使・裴世清に対して物部依網抱と共に導者（案内役）を務め、裴世清から受け取った隋の国書を大伴咋に伝達した。推古天皇18年（610年）新羅・任那の使人が来朝した際には、大伴咋・蘇我豊浦蝦夷・坂本糠手と共に四大夫の一人として対応している。
推古天皇20年（612年）皇太夫人・蘇我堅塩媛（推古天皇の生母）を檜隈大陵に改葬した際、軽の街中（現在の奈良県橿原市大軽）で誄を上奏、一番目として鳥が天皇の言葉を宣べた。しかし、時の人からは三番目に大臣・蘇我馬子の言葉を宣べた中臣宮地烏摩侶、四番目に氏姓のもとについて宣べた境部摩理勢はよく誄を宣べたが、鳥のみはうまくできなかったと評された。

## 系譜
- 父：阿倍大麻呂[5]または阿倍目[6]
- 母：不詳
- 生母不明の子女
  - 男子：阿倍内麻呂（?-649）[7]
  - 男子：布勢耳麻呂[7]